# Austin-Healey
Austin-Healey – brytyjska marka samochodów sportowych produkowanych w latach 1953–1970, pierwotnie przez koncern British Motor Corporation, będący właścicielem marki Austin, od 1966 roku –  British Motor Holdings, a od 1968 roku – British Leyland. Za projekt samochodów odpowiadał Donald Healey oraz należąca do niego spółka konsultingowa.

## Historia
Donald Healey, kierowca wyścigowy i inżynier, założył w 1945 roku przedsiębiorstwo Donald Healey Motor Company, które prowadziło małoseryjną produkcję samochodów sportowych własnej konstrukcji pod markami Healey oraz Nash-Healey (w ramach współpracy z amerykańską spółką Nash-Kelvinator). W 1952 roku na wystawie Earls Court Motor Show Healey zaprezentował nowy opracowany przez siebie model o nazwie 100, skonstruowany z użyciem podzespołów produkcji Austina. Był to z założenia model niedrogi, przeznaczony przede wszystkim na rynek amerykański, mający wypełnić lukę na rynku między konkurencyjnymi modelami MG TD oraz Jaguar XK120. Samochód zaimponował prezesowi British Motor Corporation (BMC), Leonardowi Lordowi, który jeszcze przed otwarciem wystawy zakupił w imieniu koncernu prawa do jego produkcji. Pojazd trafił do sprzedaży rok później pod marką Austin-Healey. W ramach umowy Donald Healey pobierał tantiemy od każdego sprzedanego samochodu. Konstrukcję udoskonalano na przestrzeni lat, czego efektem był model 3000; oba modele przez entuzjastów określane są zbiorczo mianem „dużych Healeyów” (big Healeys). Ich produkcję zakończono w 1967 roku, w związku z niemożnością sprostania nowo wprowadzonym wymogom bezpieczeństwa dla pojazdów sprzedawanych w Stanach Zjednoczonych (trafiało tam ponad 80% produkcji).
Od 1958 roku pod marką Austin-Healey równolegle produkowany był mniejszy gabarytowo model Sprite, wyposażony w silnik o niewielkiej pojemności (w pierwszej generacji – 0,9 l, w kolejnych – do 1,3 l). Na przestrzeni lat powstały cztery generacje tego modelu. Wkrótce po utworzeniu koncernu British Leyland, w 1970 roku jego zarząd zadecydował o wycofaniu marki Austin-Healey z rynku i zakończeniu współpracy z Donaldem Healeyem. Sprzedaż modelu Sprite kontynuowana była przez kolejny rok, ale już pod marką Austin. Donald Healey wkrótce objął stanowisko zarządcze w spółce Jensen Motors, która podjęła produkcję samochodów Jensen-Healey.
Produkcja samochodów Austin-Healey pierwotnie prowadzona była w Longbridge. W 1957 roku została przeniesiona do zakładu w Abingdon, gdzie już wcześniej odbywała się produkcja samochodów marki MG.

## Modele
- Austin-Healey 100 (1953–1959, 29 048[4] lub 29 643 egzemplarze[1])
- Austin-Healey 3000 (1959–1967, 41 925[1] lub 42 926 egzemplarzy[4])
- Austin-Healey Sprite (1958–1971[b], 129 350[4] lub 129 532 egzemplarze[1])

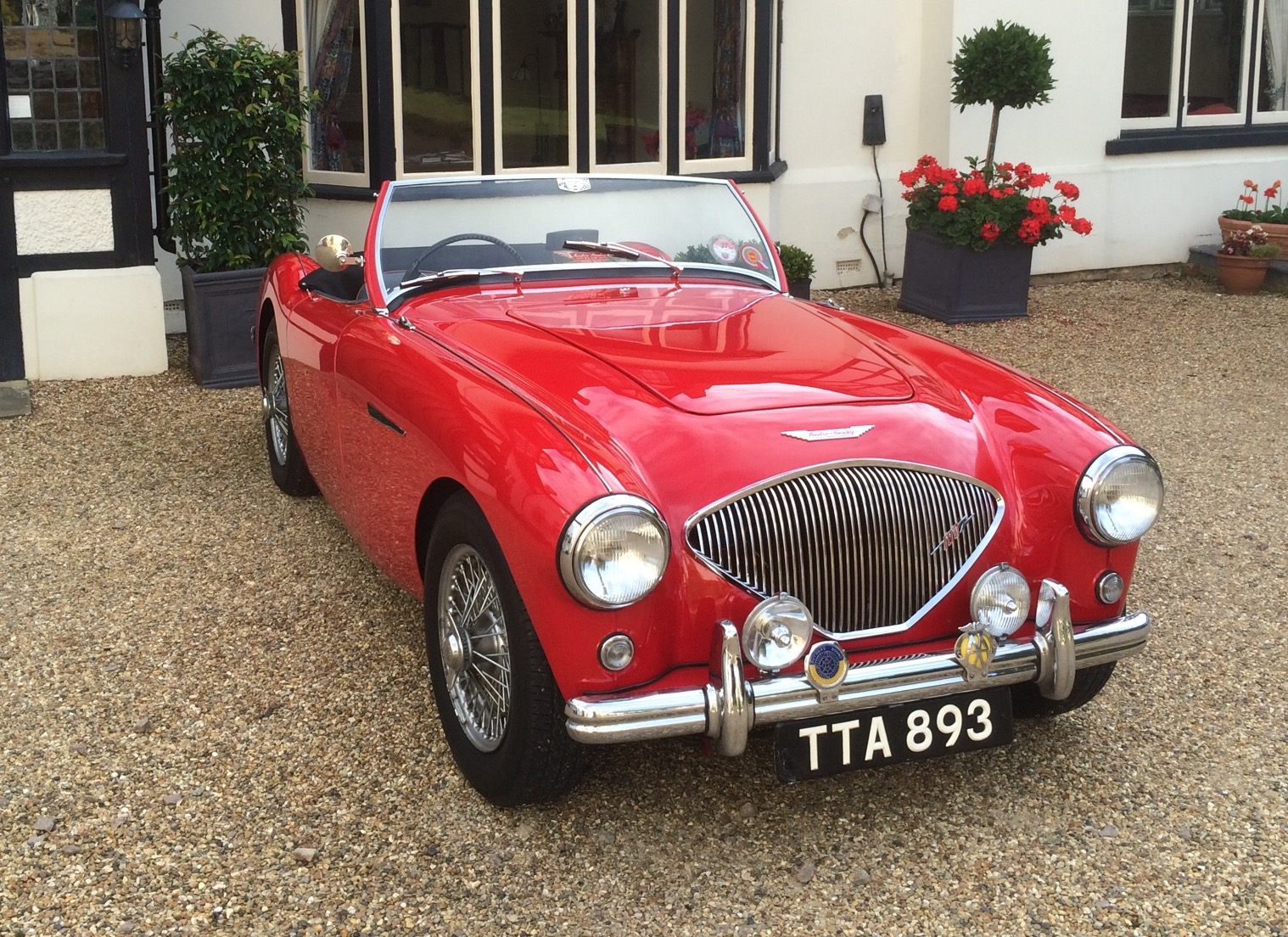
Austin-Healey 100 (1953)
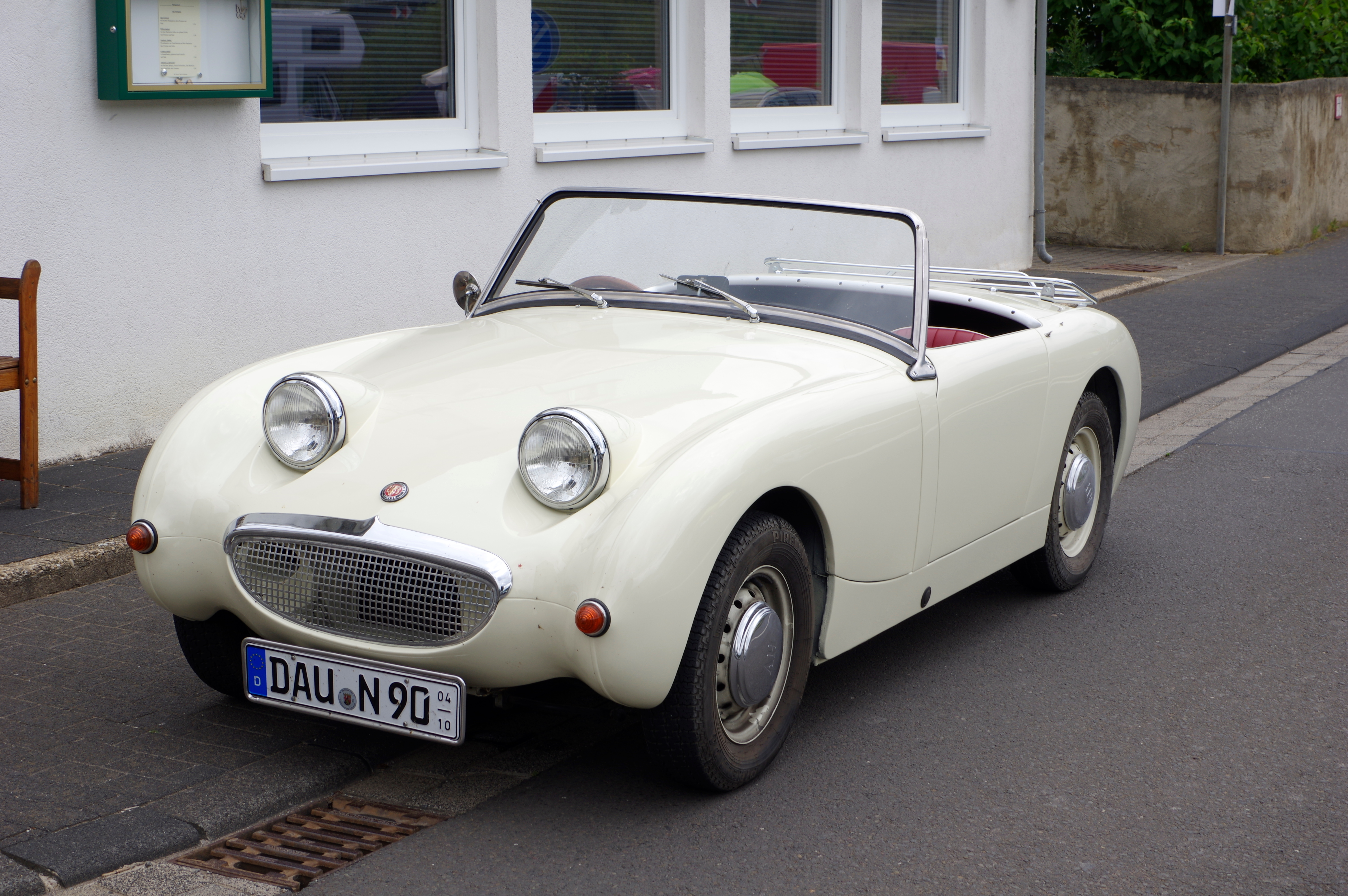
Austin-Healey Sprite Mk I (1958)
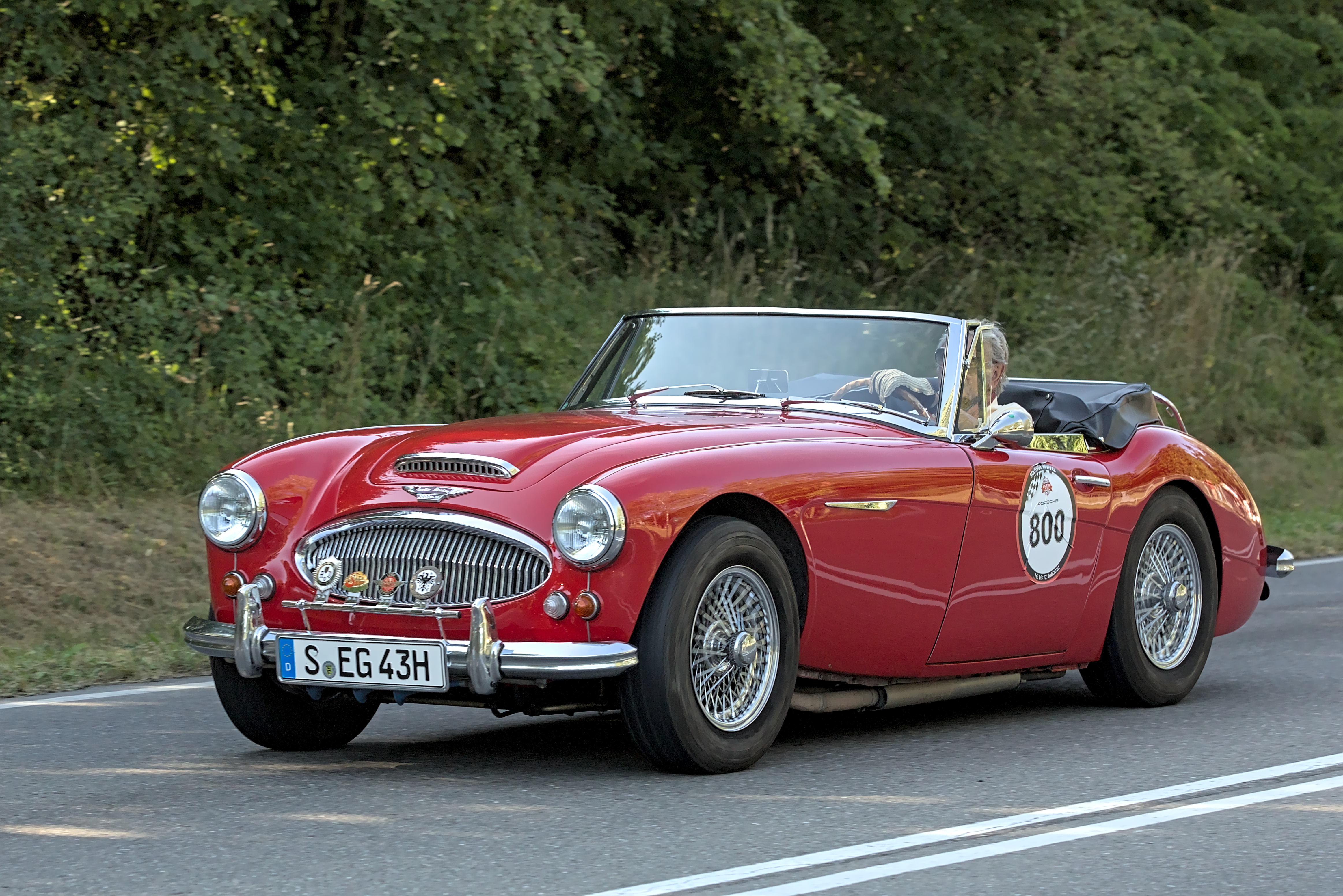
Austin-Healey 3000 Mk III (1964)
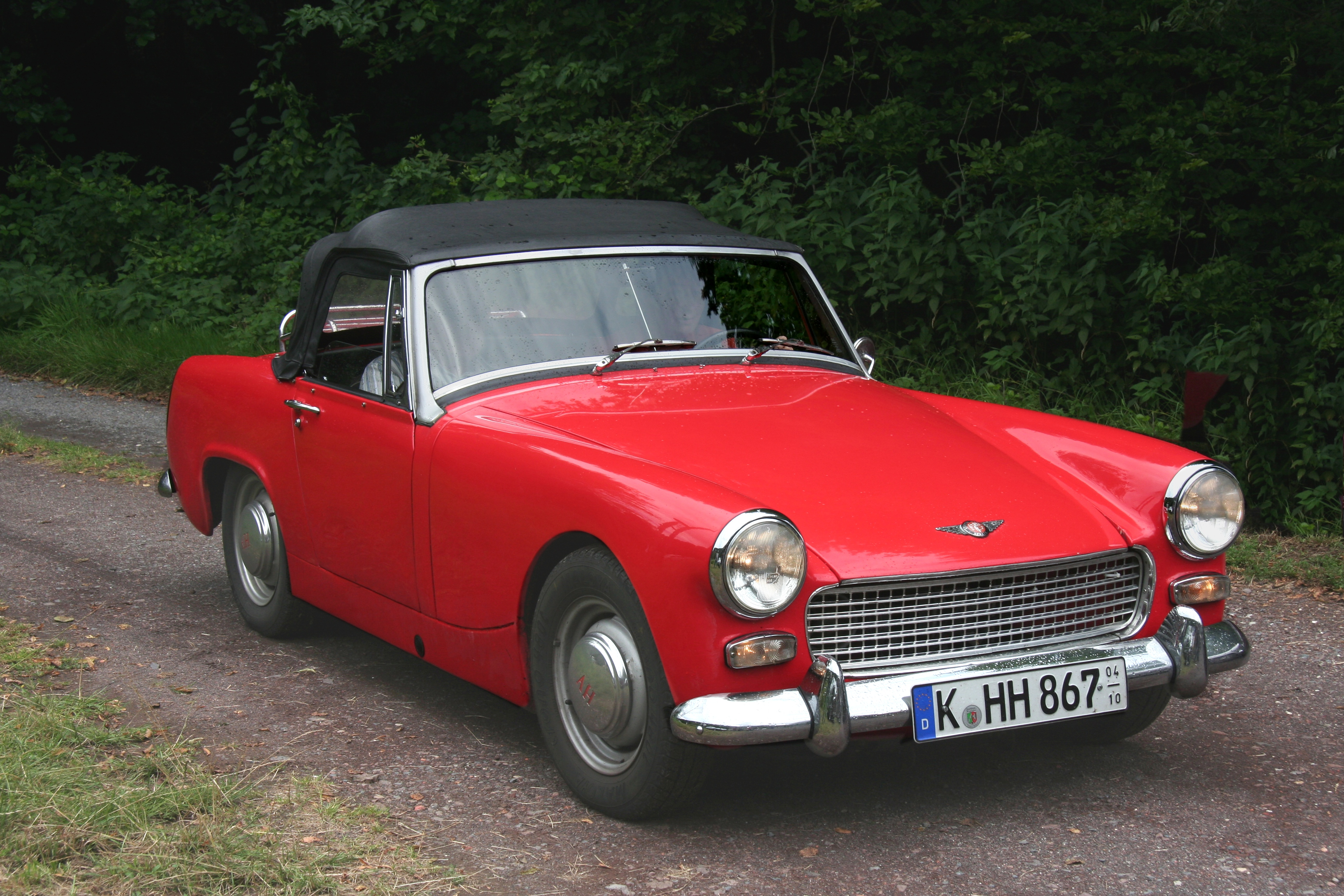
Austin-Healey Sprite Mk IV (1966)